# Mukundpur
Mukundpur je vesnice ve střední Indii, v podoblasti (tehsilu) Amarpatan, v okrese Satna, ve státě Madhjapradéš. V období mughalské dynastie zde měli indičtí císaři jedno ze svých sídel.
- V roce 1760 se zde narodil indický císař Akbar Šáh II.
- V roce 1951 zde poslední mahárádža státu Rewa, Martan Singh (1923-1995) při safari ulovil prvního bílého tygra, který žije pouze v tomto okrese[1].